# جون بالمر (طيار)
جون بالمر (بالإنجليزية: John Balmer)‏ هو طيار أسترالي، ولد في 3 يوليو 1910 في بنديجو في أستراليا، وتوفي في 11 مايو 1944 في Leopoldsburg ‏ في بلجيكا بسبب قتل في المعركة.